# Maximilian Põdder
Maximilian Põdder (Rõika, 1852. július 1. – Tallinn, 1905. október 5.) észt író, műfordító.

## Élete
Apja iskolai tanár volt. 1867 és 1873 közt Tartuban tanult. 1873-tól 1876-ig a Tartui Egyetemen előbb teológiát majd orvostudományt hallgatott, de diplomát sosem szerzett. Tanulmányai végeztével tanárként dolgozott.  
Már fiatalon írással és újságírással foglalkozott. Szorosan együttműködött kora észt lapjaival, különösen 1886 és 1896 között a Postimees-sel, az Oma Maa-val és a Sakalával. A neves tartui Hugo Treffner Gimnáziumban és egy tallinni magániskolában is tanított. Szépirodalmi munkái az észt nemzeti ébredés korához kötődnek, de túlmutatnak azon.  
Művei életében csak lapokban jelentek meg. Legfontosabb, egyben leghosszabb műve, a Bob Ellerhein 1884-ben íródott, s 1911-ben, posztumusz jelent meg. A munka egy észt értelmiségi küzdelmét mutatja be kora politikai és társadalmi kihívásaival. Põdder 1888-ban az Észt Irodalmi Társaság kapta meg. 
Korának egyik legtermékenyebb észt fordítója volt. Részt vett Tolsztoj Háború és béke című művének fordításában. Ő fordította észtre Jules Verne Nemo kapitány című munkáját, de fordított a német Theodor Hermann Panteniustól és az alnémet nyelvből Fritz Reutertől, a norvég Bjørnstjerne Bjørnsontól, valamit francia szerzőktől is. Kiadott egy orosz nyelvtant (1884) és egy német-észt szótárat (1906) is.

## Fordítás
- Ez a szócikk részben vagy egészben  a   Maximilian Põdder című német Wikipédia-szócikk ezen változatának fordításán alapul.  Az eredeti cikk szerkesztőit annak laptörténete sorolja fel. Ez a jelzés csupán a megfogalmazás eredetét és a szerzői jogokat jelzi, nem szolgál a cikkben szereplő információk forrásmegjelöléseként.